# غيسفلويرغرات
غيسفلويرغرات (بالإنجليزية: Geissfluegrat)‏ هو أحد جبال سلسلة جورا وجزء من القمة الأم غييسفلو يقع في كانتون أرجاو وكانتون سولوتورن، سويسرا. يبلغ ارتفاع الجبل حوالي 908 متر، بينما يبلغ ارتفاع نتوء الجبل 5 متر.